# Franchise (assurance)
Pour les articles homonymes, voir Franchise.
Une franchise prévue dans un contrat d'assurance est la somme restant à la charge de l'assuré (donc non indemnisée par l'assureur) dans le cas où survient un sinistre.

## Fonction
Les franchises ont différents rôles. Suivant les cas, elles permettent à l'assureur de supprimer les petits sinistres qui coûtent plus cher en frais de gestion qu'en indemnisation, de diminuer l'aléa moral, l'assuré continuant à subir une perte en cas de sinistres, de diminuer son risque de ruine, en se protégeant contre un sinistre exceptionnel. Lors de la souscription d'un contrat, elle permet d'obliger l'assuré à dévoiler des informations sur son risque. Le choix d'un assuré entre un contrat sans franchise ou avec franchise dépend en effet de son estimation de sa probabilité de subir un sinistre. Ce rôle est critiqué car le choix de la franchise par l'assuré dépend aussi de sa situation financière et de son aversion aux risques. Pour l'assuré, les franchises permettent une diminution de la prime, en contrepartie d'une diminution des garanties.

## Différentes modalités
- La franchise absolue : dans le cas de la franchise individuelle déduite, plus fréquent, la franchise est déduite du montant indemnisable.
- La franchise proportionnelle : l'assuré conserve à sa charge une part proportionnelle du sinistre. Cette franchise est peu utilisée dans les assurances pour les particuliers, mais plus dans les assurances de professionnels.
- La franchise relative : dans le cas de la franchise individuelle atteinte, l'assureur indemnise totalement les sinistres qui dépassent le montant de la franchise. Cette formule favorise la fraude, puisque l'assuré aura tendance à majorer le coût des petits sinistres afin de se les voir totalement pris en charge.
- La franchise de sinistre : il peut se faire, dans le cas de la franchise annuelle, que l'assuré n'est indemnisé que lorsque le montant total de ses sinistres sur une année atteint un certain montant. Les franchises annuelles peuvent être atteintes ou déduites.
- Franchise cumulée : une même police d'assurance peut comporter différentes sortes de franchise, par exemple en prévoyant une « indemnisation dès le premier euro des sinistres de plus de 250 €, à compter de 1 000 € de sinistres dans l'année, dans la limite de 80 % du montant du sinistre et de 3 millions d'euros par an ». Ce cas correspond dans l'ordre à une franchise individuelle atteinte de 250 €, une franchise annuelle atteinte de 1 000 €, une franchise proportionnelle de 20 % avec une limite de décaissement de 3 millions d'euros. La franchise appliquée est la combinaison des différentes franchises prévues au contrat.
- Franchise kilométrique :  détermine le nombre de kilomètres à partir desquels l'assurance peut être mise en jeu. Ce type de franchise peut être applicable dans les contrats d'assurance de véhicules, sur la garantie assistance en cas de panne.

## Limites de décaissement
L'assureur limite son indemnisation totale sur l'année à un montant maximal déterminé dans la police. Cette clause permet à l'assureur de se prémunir contre un sinistre d'un montant exceptionnel. Elle peut être imposée par le réassureur à la compagnie d'assurance pour limiter son risque.

## Franchise d'assurance

### Assurance automobile et assurance des biens
Dans une police d'assurance automobile classique, la franchise s'applique aux sinistres résultant de dommages ou de la perte du véhicule de l'assuré, que les dommages ou la perte soient causés par des accidents dont le propriétaire est responsable, ou par le vandalisme ou le vol., Selon la police d'assurance, la franchise peut varier en fonction du type de dépenses encourues qui donnent lieu à une demande d'indemnisation.

### Assurance industrielle et commerciale
Sur le marché de l'assurance actuel, les assureurs traditionnels réduisent le risque de sinistre, ce qui se traduit par des franchises plus élevées, qui pèsent davantage sur les assurés que sur l'assureur. La franchise du risque industriel est généralement exprimée en pourcentage du sinistre, souvent, mais pas toujours, avec un montant minimum et un montant maximum. Elle est similaire à la coassurance, dans laquelle la compagnie paie un certain pourcentage du sinistre combiné à des seuils de prestations minimales et maximales.

### Assurance maladie et assurance voyage
La plupart des polices d'assurance maladie et certaines polices d'assurance voyage comportent également une franchise. Le type de franchise de l'assurance maladie peut également varier, qu'il s'agisse de montants individuels ou de montants familiaux.
En raison de la nature des traitements médicaux, l'assuré doit souvent faire face à de multiples dépenses médicales étalées sur plusieurs jours pour une seule maladie ou blessure. C'est pourquoi les franchises d'assurance maladie sont souvent facturées sur une base continue (par exemple, annuellement) plutôt que par visite.